# Усадебно-парковый комплекс рода Завишей (Кухтичи)
Усадебно-парковый комплекс Завишей является памятником усадебно-парковой архитектуры классицизма . Он сформировался в первой половине 19 века. в деревне Кухчицы (современный поселок Первомайск, Узденский район ). В комплекс входили дворец, хозяйственные постройки и парк с часовней — усыпальницей графов Завишей .
В сохранившихся хозяйственных постройках усадьбы разместилось профтехучилище механизации сельского хозяйства.

## Архитектура

### Дворец

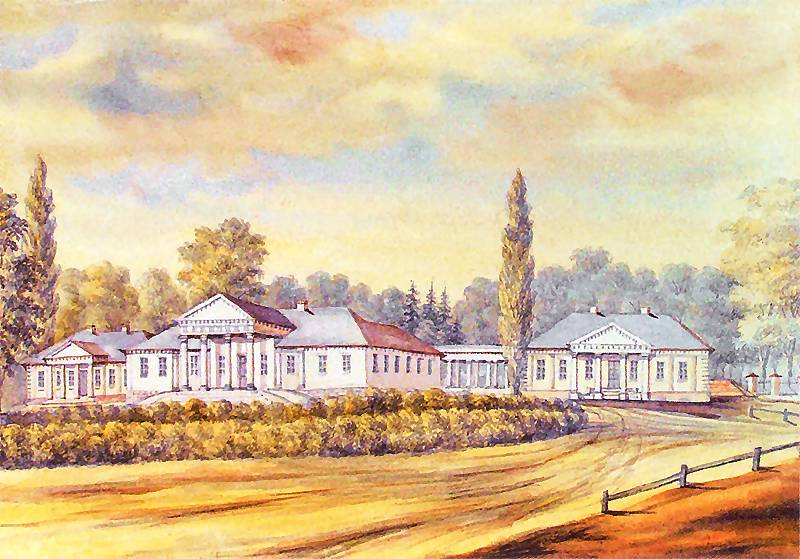
Дворец на картине Н. Орда

Дворец располагался в живописном парке, на широкой поляне, окаймленной липовыми рощами, и представлял собой разворачивающуюся вдоль фасада трехчастную композицию, центром которой был одноэтажный П-образный объем, перекрытый четырехскатной крышей с четырехколонный портик на главном фасаде. Боковые крылья центрального объема соединялись фронтальными колоннадами - галереями с одноэтажными прямоугольными флигелями, перекрытыми вальмовыми крышами .
Комнаты, салоны дома были украшены лепниной, дубовыми панелями, старинной дорогой мебелью, коллекциями произведений искусства ранних времен. Был богатый архив. В большой оранжерее выращивали различные цветы и экзотические растения.

### Флигели

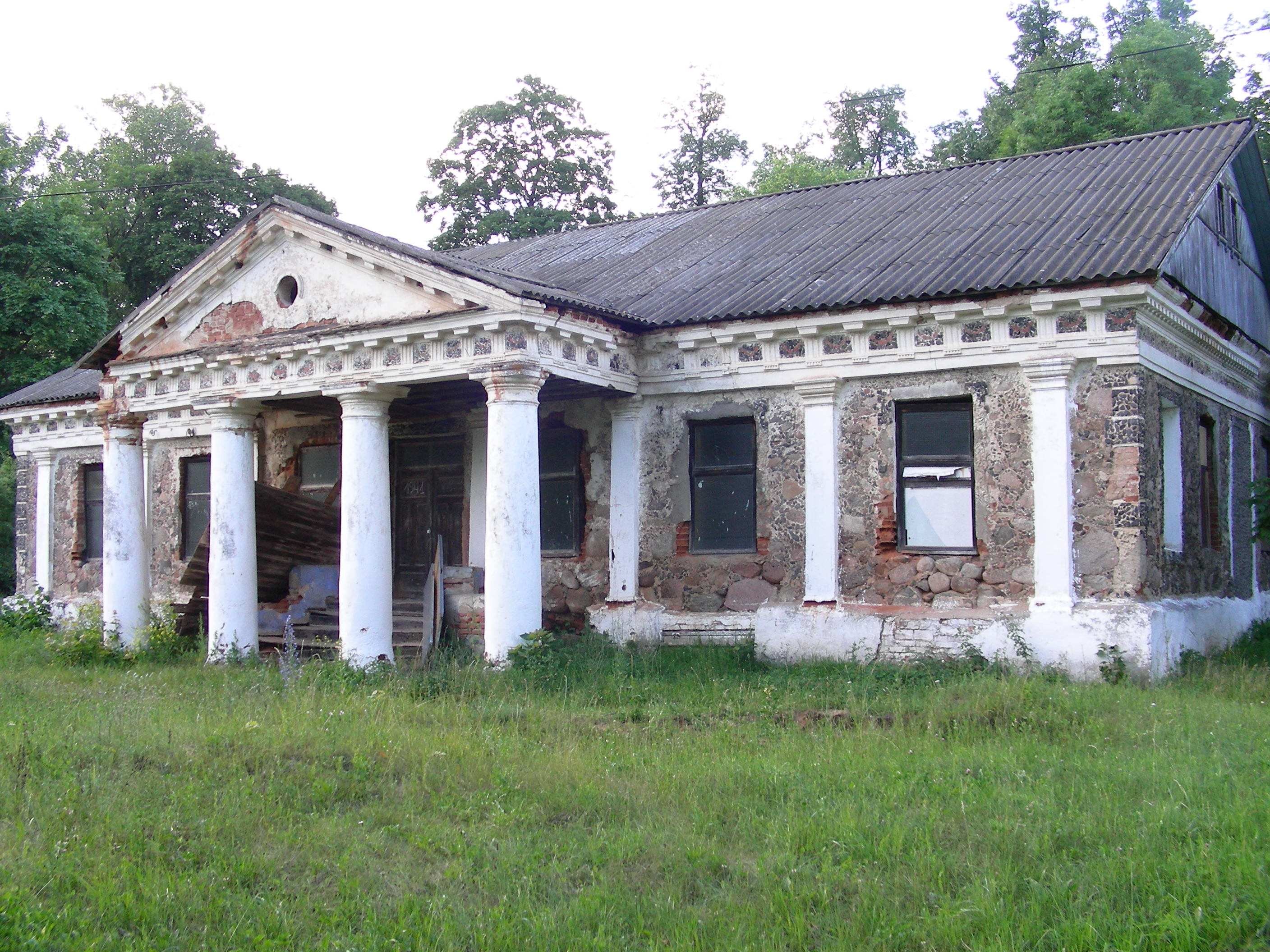
Боковой флигель

Флигели — одноэтажные прямоугольные постройки лаконичной архитектуры, ядром которых является симметричная композиция массивных четырехколонных портиков дорического ордера с треугольными фронтонами . Бутовая кладка стен украшена оштукатуренными пилястрами, углы разбросаны ржавыми кирпичными шпателями, под карнизами крыш полосы хлопушек . Главные фасады украшены фризами с триглифами . Входы в корпуса - центральный и два боковых - отличаются высокими крыльцами . Внутреннее пространство спланировано симметрично относительно продольной оси, имеет анфиладное расположение комнат.

### Часовня-усыпальница

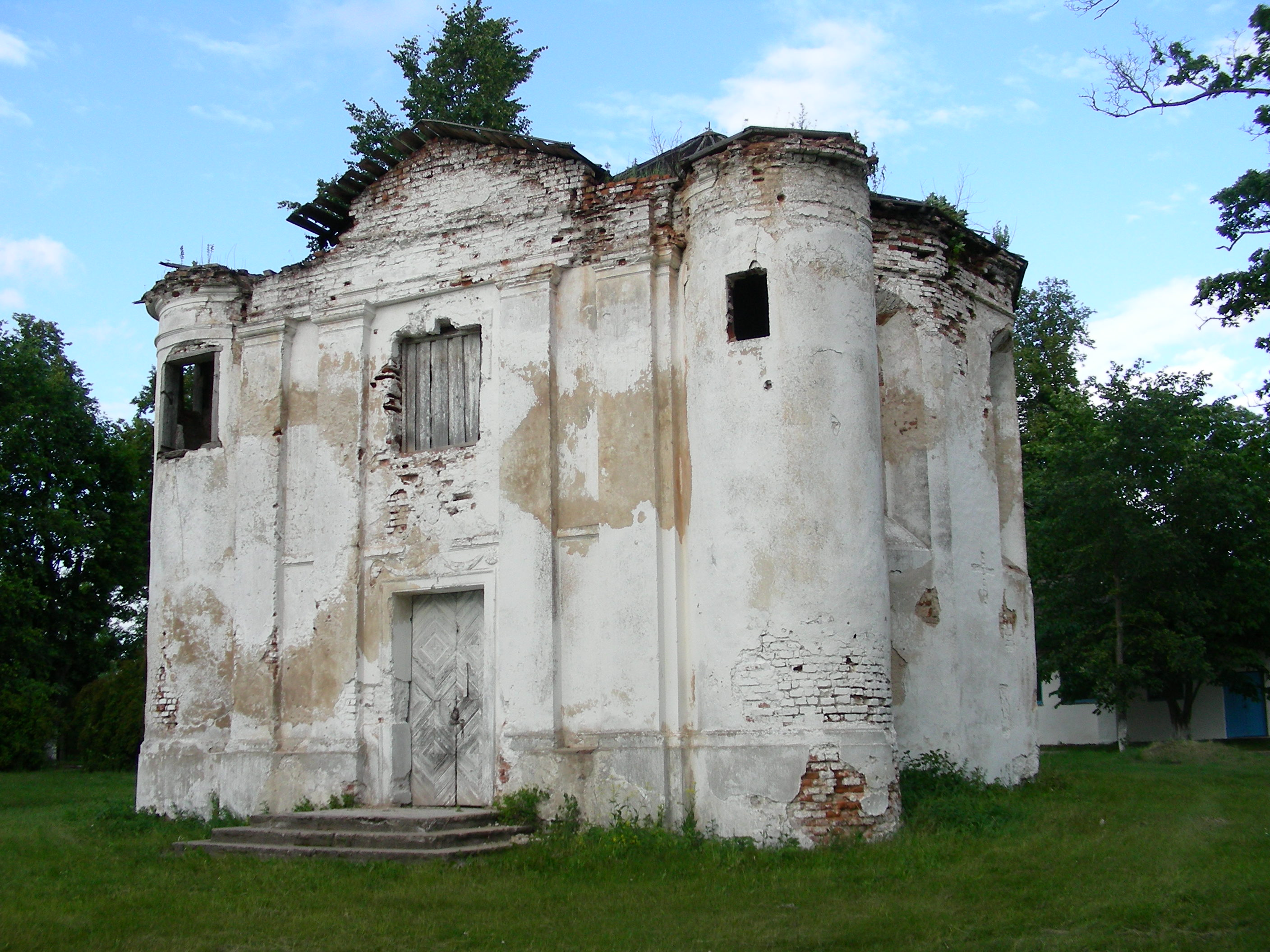
Часовня-усыпальница

Часовня-усыпальница находится в северо-восточной части парка. Построен в середине 16 века. по типу средневековых кальвинистских конгрегаций (подражание Сморгонской кальвинистского сбора ). Компактное двенадцатиугольное каменное сооружение (толщина стен достигает 1,5 м) с конической шатровой крышей и кубовидной алтарной частью. Главный фасад окружен круглыми башнями с шатровыми концами. Между башнями находится объем вестибюля, выделенный пилястрированным портиком с треугольным фронтоном . В отделке здания использованы лепные гирлянды, узкие бойницы, геральдика. Угловые стыки основного объема пронизаны арочными оконными проемами, стены апсиды круглыми фонарями . Вестибюль перекрыт цилиндрическими сводами с опалубкой, зал с плоским потолком. Алтарная комната открыта в зал широкой аркой. Хоры, расположенные на втором ярусе вестибюля, также открываются в зал через арку. Интерьер украшен карнизом на зубцах, рифлеными пилястрами . Под алтарем находится склеп.